# Special Air Service
Pour les articles homonymes, voir SAS.
Le Special Air Service (SAS) est une unité de forces spéciales des forces armées britanniques, mise au point en 1941 en Égypte par le lieutenant David Stirling alors qu'il séjournait à l'hôpital après un accident de parachute.
Cette unité s'est fait connaître pendant la Seconde Guerre mondiale en se livrant à des raids audacieux menés sur les arrières des lignes allemandes en Afrique du Nord. Pour se renforcer, elle a intégré des unités étrangères, en particulier françaises (1re compagnie d'infanterie de l'air) et grecques (bataillon sacré). À la fin de la campagne du désert (Libye, Cyrénaïque, Crète et Tunisie) elle rejoint la Grande-Bretagne pour se restructurer en vue des opérations de libération de l'Europe du sud (Italie) puis du nord (France, Belgique, Pays-Bas) en formant une brigade anglo-franco-belge.
Dissoute à la fin de la guerre, l'unité fut recréée au Royaume-Uni en 1947. Elle est considérée comme l'une des références mondiales en matière de forces spéciales et d'unité de contre-terrorisme.
Sa devise est : « Who Dares Wins » (« Qui ose gagne »).

## Histoire

### La Seconde Guerre mondiale

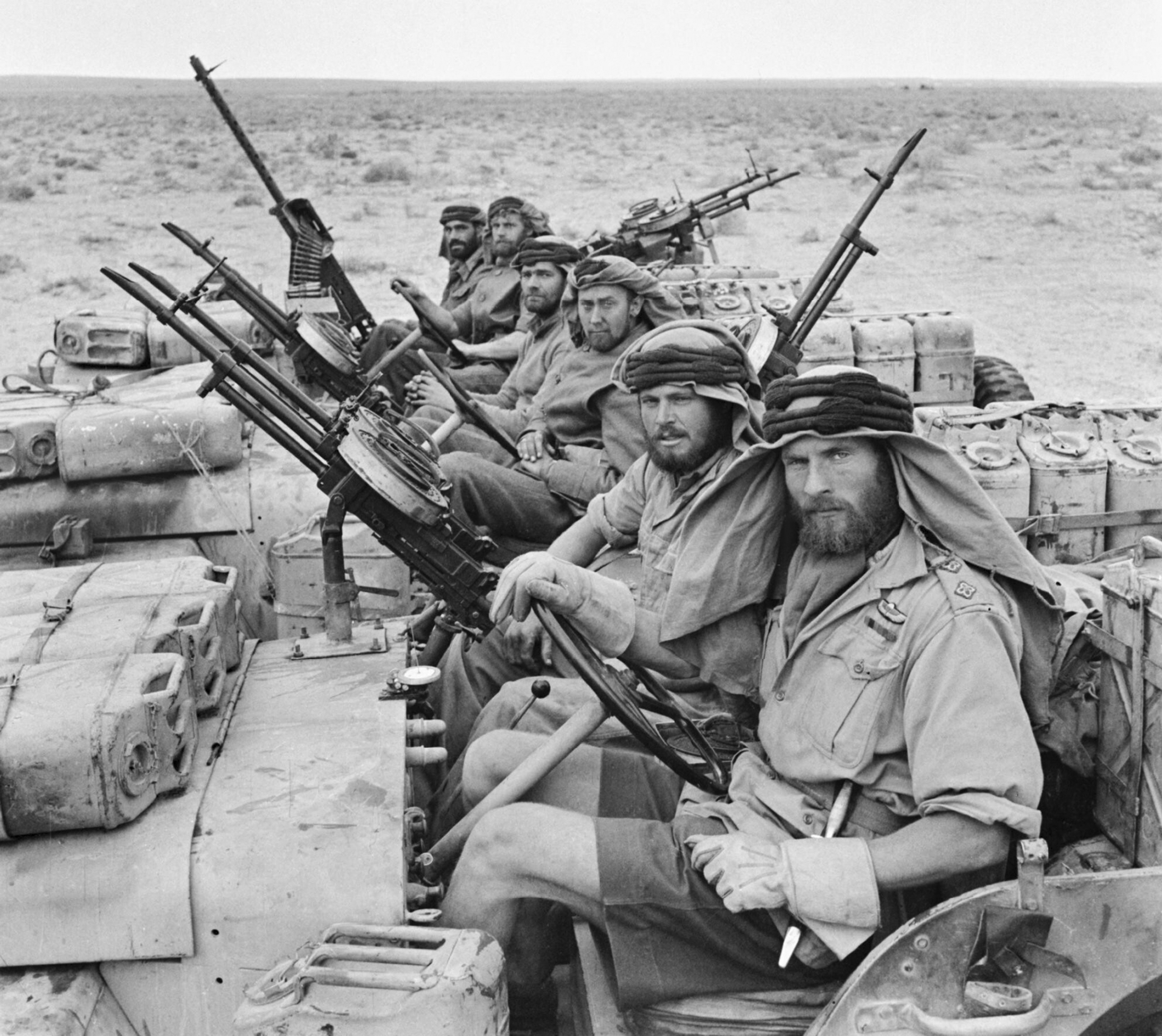
Unité du détachement L durant la guerre du désert le 18 janvier 1943.

#### Le front africain
En 1941, pendant la guerre des Britanniques contre les forces armées italiennes et l'Afrika Korps commandé par Erwin Rommel en Afrique du Nord, un jeune lieutenant écossais propose de former une nouvelle unité destinée à frapper l'ennemi sur ses bases arrières (aérodromes et ravitaillement, entre autres). Constituée de petites unités de commandos, elle ferait preuve d'agilité et de précision. Au départ, ce projet ne fait guère l'unanimité au sein de l'état-major. Le peu d'hommes demandés, la détermination de David Stirling et de son adjoint Paddy Mayne et l'appui du futur maréchal Archibald Wavell viennent à bout des dernières réticences.
La Special Air Service Brigade s'installe donc sur la base de Kabrit, sur les bords du canal de Suez et est constituée d'une soixantaine d'hommes qui forment le L Detachment.
Après des raids menés en collaboration avec le Long Range Desert Group commandé par le futur général David Lloyd Owen, où les hommes du SAS font sauter des avions sur les aérodromes italiens et allemands (24 avions à Tamet le 14 décembre 1941, 37 avions le 20…), le haut commandement britannique applique à plus grande échelle l'idée de Stirling, et commence à réfléchir sérieusement à l'utilisation de ce nouvel atout. Chaque raid effectué permet de mettre hors d'état de nuire plus de 20 appareils et d'endommager les aérodromes plus efficacement que tous les Groupes bombardiers engagés, avec un moindre coût en hommes (en comptant tout de même les pertes évidentes dues à l'ennemi et au désert).
Toutefois dans la nuit du 24 au 25 janvier 1943, David Stirling est capturé par les Allemands qui, le jugeant dangereux, l'expédient en Allemagne, à la forteresse de Colditz.
Les forces spéciales sous le commandement de David Stirling, sont dispersées. En avril 1943, un des SAS, le 1st SAS, est même scindé en deux unités : le SRS (Special Raiding Squadron) et le SBS (Special Boat Squadron). Le SRS sera placé sous les ordres de Paddy Mayne.

##### Les Français libres

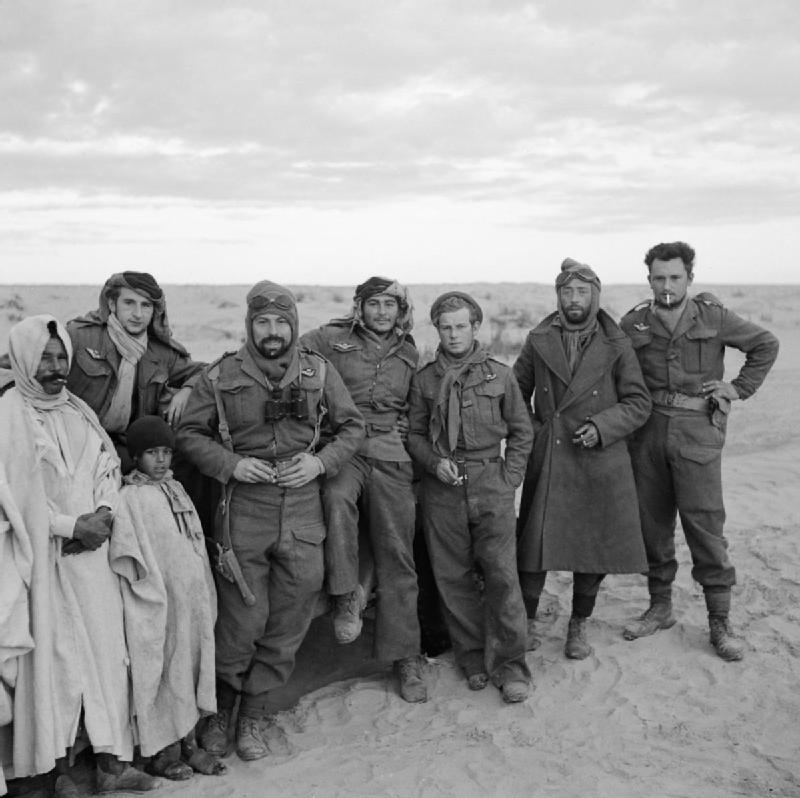
Membres du French Squadron SAS, (1re compagnie de chasseurs parachutistes) en Tunisie début 1943.

Très tôt après avoir commencé ses opérations, Stirling se rend compte que les hommes dont il aurait besoin devraient être formés aux actions commandos. Mais il disposait de peu de temps et prit des hommes qui avaient déjà une formation avancée. En Égypte, il y avait des parachutistes français, trop peu nombreux pour remplir des missions, mais qui ne demandaient qu'à participer à l'effort commun et qui avaient déjà participé à des opérations de destruction en France, comme celle de la centrale de Pessac (mai 1941). Stirling demanda donc à ses supérieurs que ces Français lui soient rattachés.
Cette unité de Français libres ne dépendant pas du commandement britannique, Stirling prit sur lui de demander directement au général de Gaulle la « permission » de lui emprunter la 1re compagnie de chasseurs parachutistes du capitaine Georges Bergé en provenance de Grande-Bretagne.
Au début, de Gaulle refusa qu'une seule partie de ses troupes soit placée sous commandement direct d'un officier britannique dans une unité britannique. Selon les témoins, Stirling, furieux, aurait dit en anglais : « Il est aussi têtu qu'un officier anglais ! »
De Gaulle, qui respectait la Vieille Alliance entre les royaumes d'Écosse et de France, « la plus ancienne alliance du monde » selon ses mots (discours prononcé à Edimbourg le 23 juin 1942), aurait fait volte-face en comprenant que Stirling était Écossais et lui aurait souhaité bonne chance pour la suite des opérations. (Pourtant la politique de De Gaulle n'était pas anglophobe mais consistait à vouloir démontrer que la France continuait le combat par elle-même, sans être une légion étrangère aux ordres des Alliés).[réf. nécessaire]
En janvier 1942, la 1re CCP du capitaine Georges Bergé est envoyée à Kabrit. À la recherche de parachutistes pour renforcer sa brigade, Stirling intègre les Français libres, qui forment le French Squadron du SAS ; les premiers sticks français ou franco-britanniques sont engagés dès fin mai 1942. Un raid est mené contre l'aérodrome de Candie-Héraklion en Crète le 13 juin 1942 par un commando de 6 hommes, conduit en Crète en sous-marin, légèrement équipé (colt 45, poignard, compas et vingt bombes Lewis chacun). Ils détruisent 22 avions de la base aérienne allemande. Le lendemain, le chasseur parachutiste Pierre Léostic (17 ans) est abattu par les Allemands, le lieutenant Costas Pétrakis et le capitaine Lord Jellicoe réchappent de l'opération, le commandant Bergé, le caporal Jacques Mouhot et le chasseur parachutiste Jack Sibard sont faits prisonniers.
Devant les attaques du SAS, des gardes sont placés sur les aérodromes pour protéger les avions, empêchant les hommes du SAS de poser leurs bombes. Aussi Stirling équipe-t-il la brigade de jeeps munies de 3 à 5 mitrailleuses chacune, avec lesquelles il lance des attaques surprise qui leur permettent d'avoir momentanément une puissance de feu supérieure à l'ennemi et de détruire les avions, avant de s'enfuir dans le désert. À Sidi Hanneisch (27 juillet 1942), 18 jeeps détruisent une trentaine de Heinkel 111.
Malgré l'échec du raid contre le port de Benghazi (les forces impliquées étaient trop nombreuses selon les critères SAS) et la capture de son chef lors d'une mission en Tunisie, le SAS gagne le droit de continuer le combat sur le front européen après le débarquement des Britanniques et des Américains en Afrique du Nord. De plus, même si Bergé fut capturé peu de temps après Stirling, et que les SAS d'Afrique du Nord furent décimés, l'idée d'un corps cosmopolite était acquise.
Lors de la capitulation de l'Allemagne le 8 mai 1945, il n'y avait plus que 22 membres français des SAS survivants sur les 215 SAS français engagés avant le 8 novembre 1942 (qui dépendaient des FAFL), soit 90 % de pertes.

#### Le front européen
La SAS Brigade, malgré la capture du lieutenant-colonel Stirling, forme un corps intégré dans les plans de l’État-major. L'unité, placée sous les ordres du général de brigade Roddy Mc Leod, compte désormais quatre régiments (2 britanniques, 2 français) et une compagnie belge.
Les SAS ont fait la preuve de leur efficacité et ils sont connus de l'état-major allemand. Hitler avait lui-même émis le Kommandobefehl, fin 1942, afin que tous les commandos qui tombaient entre les mains de ses soldats soient considérés comme des espions et fusillés séance tenante :

« Les troupes SAS prisonnières seront remises immédiatement à l'unité de la Gestapo la plus proche. Ces hommes sont très dangereux. La présence de troupes SAS dans n'importe quel secteur doit être immédiatement signalée. Elles seront exterminées sans pitié[réf. à confirmer]. »

— Adolf Hitler

##### La brigade SAS
La brigade est alors formée de deux régiments britanniques :
- le 1er régiment de SAS aux ordres du lieutenant-colonel Robert « Paddy » Mayne (1915-1955, DSO and 3 bars)
- le 2e régiment de SAS aux ordres du lieutenant-colonel Brian Franks.

Elle comprend également des régiments étrangers :
- le 3e régiment de SAS (3e RCP) (français) sous le commandement du capitaine Château-Jobert alias « Conan »
- le 4e régiment de SAS (2e RCP) (français) sous le commandement du commandant Bourgoin
- le 5e régiment de SAS (belge) sous le commandement du capitaine Blondeel.

Chaque régiment comprend 40 sticks (groupes de 10 hommes).
La brigade SAS est employée sur le front européen dès le débarquement pour des missions d'ordre stratégique. Ainsi, parmi les premières troupes alliées de l'opération Overlord, 36 Français libres du 4e SAS sont parachutés le 6 juin à 0 h 30, heure anglaise, (22 h 30, soir du 5 juin en Bretagne) afin de harceler les moyens de communication et empêcher des renforts allemands d'atteindre la tête de pont en Normandie.
De même, toujours dans la nuit du 5 juin, des sticks du 1st SAS sont largués dans le Morvan dans le cadre de la mission Houndsworth et dans la Vienne (opération Bulbasket). Dans les semaines qui suivent, les autres régiments sont déployés en France derrière les lignes ennemies afin de harceler les Allemands en retraite après les débarquements en Normandie et en Provence.

##### La Bretagne
Théâtre le plus important de l'engagement des SAS en France, la Bretagne comptait à la veille du débarquement de nombreuses troupes allemandes qui pouvaient renverser le cours de la bataille de Normandie.
Opération GROG : Les Alliés, soucieux de fixer sur place ces troupes, envoyèrent  les SAS pour des actions  de sabotages.
Ils ont comme mission de bloquer en Bretagne les forces allemandes qui pourraient se déplacer vers le lieu du débarquement prévu en Normandie. Ils sont conscients, s'ils sont capturés, qu'ils seront exécutés. France et Allemagne ne sont plus en guerre. Les ordres sont seulement de tout faire pour ne pas être capturés !
Au 06 juin 1944, aucune Résistance en Bretagne n' est connue des Alliés. 
Au soir du 5 juin , 4 sticks précurseurs (35 hommes du 4th SAS)  prennent contact avec le sol français, devenant ainsi les premiers soldats français et alliés de l'armée regroupée pour Overlord à poser le pied en France, avant même les 177 fusiliers marins français du célèbre commando Kieffer. 
Ainsi, dans le cadre de la mission Dingson, les sticks des capitaines Marienne et Deplante sont parachutés près de Plumelec et de Guéhenno dans le Morbihan. Ils perdent ce soir-là leur premier homme, le caporal Émile Bouétard, un Breton, le premier mort d'Overlord. Plus au Nord, dans le cadre de la mission Samwest, les capitaines Botella et Deschamps et leurs hommes arrivent au sol, en bordure de la forêt de Duault.
Les deux bases des groupes SAS, la forêt de Duault (Côtes-du-Nord) et le village de Saint-Marcel (Morbihan) sont attaquées à quelques jours d'intervalle, les 12 et 18 juin 1944.  Les Allemands éliminent ces 2 bases. 
Au vu de la présence de Résistants en Bretagne, Winston Churchill décide de l' armement des Résistants Bretons par parachutages. Les SAS qui sont alors près de 450 sont répartis au sein des différents bataillons FTP et FFI où ils servent d'instructeurs.
L' opération GROCK : par radio, d'importantes quantités d'armes et de matériel sont demandées et parachutées permettant d'armer plusieurs milliers d'hommes. Début août, lorsque les Américains entrent en Bretagne, l'ordre d'insurrection générale est donnée ce qui facilite la progression des unités blindées et la libération de la région.
Le 4th SAS paya cher cette efficacité : 70 tués, 197 blessés sur 450 engagés. 

##### Suite des opérations

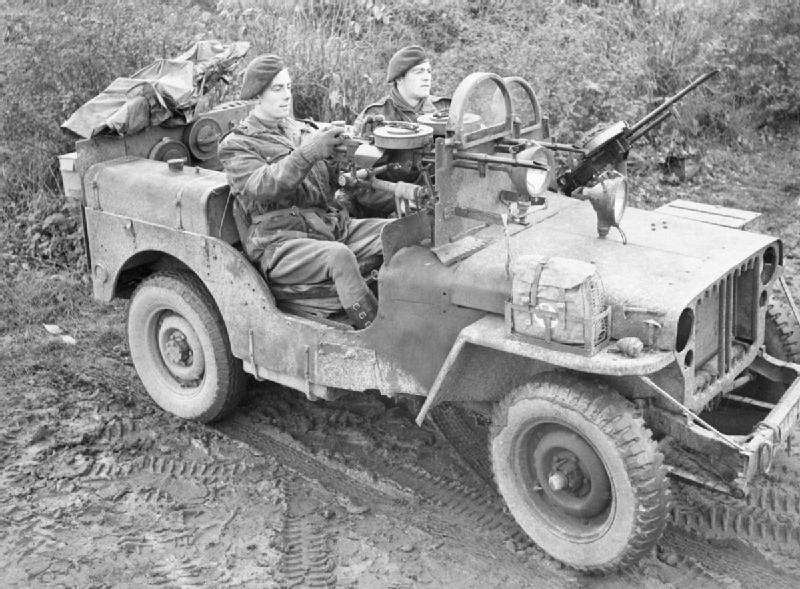
Jeep SAS en Europe, 18 novembre 1944.

Fin juillet et dans le courant du mois d'août, le 3rd SAS intervient en Vendée, dans le Finistère, le Limousin, les monts du Lyonnais et en Saône-et-Loire. Les opérations se poursuivent ensuite pour le 4th SAS sur la Loire (opération Spencer), et certains SAS prennent part à la libération de Paris.
Après Paris, les régiments sont réorganisés. Le commandant Jacques Pâris de Bollardière prend le commandement du 3rd SAS, et le commandant Puech-Samson, adjoint de Bourgoin, celui du 4th SAS. Au cours de l'hiver 1944, les SAS sont envoyés d'urgence dans les Ardennes belges (opération Franklin). Le 3rd SAS et le 4th SAS (français) opèrent ensuite début avril 1945 aux Pays-Bas lors de l'opération Amherst.
À la fin de la guerre, les régiments SAS non-britanniques furent transférés aux armées de leurs pays d'origine ; les 1st et 2d SAS furent dissous et tinrent leur dernière parade le 5 octobre 1945. Le QG de la brigade SAS survécut quelques mois supplémentaires en raison de l'existence d'équipes SAS chargées de poursuivre les criminels de guerre en Europe, avant d'être dissous à son tour le 30 juin 1946.

#### Liste des opérations du SAS
On dénombre plus de 80 opérations effectuées par le Special Air Service durant la Seconde Guerre mondiale qui sont listées dans Liste des opérations du SAS.

### Les SAS de l'après-guerre

#### Opérations de l'après-guerre
On dénombre plus de 30 opérations, connues, effectuées par le Special Air Service, ou dans lesquelles il a participé d'une manière ou d'une autre (en tant que conseillers par exemple), après la Seconde Guerre mondiale qui sont listées dans Liste des opérations du SAS.

#### Guerres contre les guérillas communistes

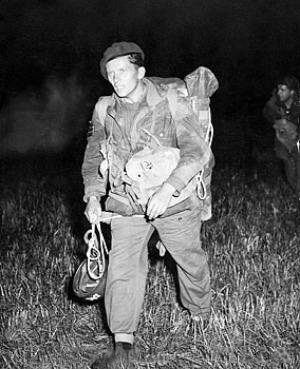
Soldat du 21 SAS après un parachutage nocturne lors de l'exercice OTAN Strong Enterprise au Danemark, le 23 septembre 1955.

Avant même la dissolution du QG de la brigade, quelques membres du SAS avaient été affectés à partir de novembre 1945 à l'Allied Screening Commission (Greece) [ASC(G)], chargée d'indemniser les Grecs ayant aidé les Alliés pendant la guerre. À la suite du déclenchement de la guerre civile grecque, des vétérans SAS formèrent des commandos grecs aux opérations anti-guérilla. D'autres vétérans SAS furent membres d'unités spéciales de la police du mandat britannique de Palestine luttant contre les groupes armés sionistes Irgoun et Lehi. Ces conflits peu connus permirent au SAS d'acquérir une première expérience en matière de contre-guérilla.
Parallèlement, divers éléments (vétérans du SAS, hauts gradés ayant côtoyé le SAS pendant la Seconde Guerre mondiale, service de doctrine militaire) poussaient l'armée à la création d'une force spéciale permanente, susceptible d'agir derrière les lignes ennemies en cas de conflit conventionnel et comme force de contre-guérilla dans les conflits de basse intensité. Cela aboutit à la création d'un bataillon SAS de réserve, le 21st Battalion, The Special Air Service Regiment (Artists' Rifles) (Territorial Army), le 8 juillet 1947, amalgamé avec le régiment Artists' Rifles.
Le conflit face à l'insurrection communiste malaise conduit le général Mike Calvert, ancien commandant de la SAS brigade, à créer les Malayan Scouts (SAS) en 1950. En 1952, les Malayan Scouts (SAS) sont réorganisés pour former le 22 Special Air Service (22 SAS) de service actif. En 1959, un second bataillon de réserve, le 23 Special Air Service (23 SAS), est créé à partir de la Reserve Reconnaissance Unit (RRU, unité précédemment appelée Intelligence School No.9 et descendante du MI9).
Après la Malaisie, les SAS opéreront contre d'autres guérillas anticoloniales ou communistes : dans le conflit du Jebel Akhdar à Oman (hiver 1958-1959), à Brunei et Bornéo lors de la Konfrontasi (1962-1966), dans l'ex-protectorat d'Aden (1964-1967) et dans la guerre du Dhofar (1970-1976, avec notamment la bataille de Mirbat en 1972).

#### L'Irlande du Nord
Les SAS ont été engagés en Irlande du Nord dès le début des « Troubles », en 1969, le premier déploiement remontant apparemment à 1966. Ce déploiement en vêtements civils à l'intérieur du Royaume-Uni était hors norme pour le SAS, qui voyait l'occasion de tester les techniques contre-insurrectionnelles et contre-terroristes qu'il développait. Les détachements SAS se limitaient à la collecte de renseignement, et pour ce faire, utilisaient parfois des femmes du Women's Royal Army Corps (WRAC) pour le travail en civil, des couples attirant moins l'attention que des hommes seuls. À l'été 1969, l'escadron D du 22 SAS fut déployé en uniforme dans la province. Cependant, la guerre du Dhofar sollicita à partir de 1971 l'essentiel des ressources du SAS, réduisant drastiquement le nombre d'hommes déployés en Irlande du Nord.
En 1971, la 39 Brigade à Belfast organisa le travail de surveillance en civil avec la création d'une unité dédiée, la Military Reaction Force (MRF). En octobre 1972, renseignée par un agent double, l'armée républicaine irlandaise provisoire (PIRA) attaqua un véhicule banalisé de la MRF, tuant un soldat. Un audit par une équipe comprenant au moins un membre du SAS mena à la réorganisation de ces activités. Les opérations furent placées sous un contrôle plus centralisé, et accompagnées d'un meilleur entraînement, par la création d'une Special Reconnaissance Unit (SRU) comptant 130 personnels. Le SAS était largement impliqué dans ces activités, puisque selon un rapport de 1974, un officier et 30 soldats de la SRU devaient « reprendre » leur service au 22 SAS après une période d'environ quatre mois,.
L'unité de surveillance en civil fut surtout connue sous le nom de 14 Intelligence Company (14 Int). En partie organisée par le SAS, elle était la seule unité de renseignement de l'armée britannique ne dépendant pas de l'Intelligence Corps. Elle fournissait un détachement (« the Det ») à chacune des trois brigades stationnées en Irlande du Nord. Des individus du SAS et du SBS y étaient régulièrement affectés, mais l'unité était cantonnée à un rôle de renseignement uniquement.
En janvier 1976, le gouvernement britannique annonça publiquement du SAS dans la région frontalière. Consistant en une troop, ce déploiement fut rapidement étendu à celui d'un escadron complet, opérant sur tout le territoire d'Irlande du Nord. Le SAS opérait en constituant des postes d'observation pour collecter du renseignement, en tendant des embuscades sur des caches d'armes de la PIRA, et en menant des arrestations de suspects dangereux. Il se peut également que des opérations secrètes en république d'Irlande aient eu lieu : le SAS fut accusé par la PIRA d'avoir enlevé un de ses membres, Sean McKenna, en république d'Irlande en mars 1976, et des SAS furent arrêtés par la police irlandaise quelques kilomètres au sud de la frontière en mai 1976, provoquant un incident diplomatique. En 1978, plusieurs « bavures » du SAS lors d'embuscades entraînèrent la mort de civils. Avant même ce déploiement, le SAS était déjà devenu la cible de la communication de l'IRA et des mouvements pour les droits civiques, qui accusaient le SAS à chaque fois qu'une opération en civil était connue (en fait, généralement effectuées par la 14 Intelligence Company) ainsi que d'être responsables de meurtres sectaires commis par des extrémistes loyalistes.
Les actions du SAS à cette époque étaient parfois mal menées, finissant par des échecs et causant la ruine de milliers d'heures d'efforts de renseignement. Le 2 mai 1980, lors d'un raid hâtivement préparé sur une maison à Belfast, une unité de SAS se trompa de maison. Le groupe de l'IRA visé par le raid put mettre en batterie une mitrailleuse M60 et tua le capitaine Herbert Westmacott.
En conséquence, au début des années 1980, le système de déploiement par lequel les escadrons faisaient chacun leur tour une rotation de quelques mois fut remplacé par une troop ayant reçu une formation et une préparation spécifiques à l'Irlande du Nord. Initialement cette troupe était prélevée à l'escadron en alerte antiterroriste, puis à partir du milieu des années 1980, elle fut constituée d'une troupe séparée où les membres servaient pour une durée d'un an. Cette troop était placée avec la 14 Intelligence Company sous un commandement commun appelé Intelligence and Security Group (Northern Ireland). En plusieurs occasions, grâce à de bons renseignements, le SAS parvint à tendre des embuscades contre des membres de l'IRA en pleine action. Le 8 mai 1987, vingt-quatre soldats du SAS, visiblement bien informés à l'avance, attendirent un groupe de la PIRA devant dynamiter un poste de police à Loughgall. Le groupe SAS en embuscade fut même mis au courant par radio du modèle et de l'immatriculation d'un véhicule volé pour commettre l'attentat avant que le propriétaire eut prévenu les autorités du vol. Les huit hommes de l'IRA furent abattus après qu'ils eurent ouvert le feu sur le poste de police et déclenché l'explosion. Deux innocents en voiture arrivèrent sur les lieux pendant la fusillade, les SAS les prirent pour des complices et ouvrirent le feu, tuant l'un d'entre eux.
L'opération Flavius. En mars 1988, des SAS en civil surveillèrent trois membres de l'IRA à Gibraltar qui préparaient la pose d'une bombe. Alors qu'ils étaient suivis à pieds, une voiture de police ne participant pas à l'opération alluma sa sirène, faisant se retourner un des hommes qui regarda un des SAS dans les yeux. Craignant d'être repérés, les SAS sortirent leurs armes et, craignant que les membres de l'IRA ne soient armés ou ne déclenchent une bombe par une commande à distance, les abattirent. Il s'avéra que les trois personnes abattues n'étaient pas armées et que leur bombe n'était pas encore posée, déclenchant une nouvelle fois une controverse sur les actions du SAS.

#### Le contre-terrorisme
À la suite du dénouement catastrophique de la prise d'otages des Jeux olympiques de Munich en septembre 1972, les pays occidentaux créèrent des unités antiterroristes, soit à partir de zéro (GIGN en France, GSG 9 en Allemagne), soit en formant des unités déjà existantes à l'antiterrorisme. C'est cette dernière solution qui fut retenue au Royaume-Uni, le SAS ayant déjà proposé un concept d'unité contre-terroriste auparavant.
Entre autres entraînements, les hommes étaient toujours formés au tir à l'arme de poing depuis 1966, alors que l'escadron A avait été confronté à la guérilla urbaine à Aden. Une unité, le Counter-Revolutionary Warfare (CRW) Wing (« escadre de guerre contre-révolutionnaire »), était chargée de développer les tactiques et les techniques face aux nouvelles menaces.
En 1972, le CRW Wing ne comprenait qu'une petite équipe de quatre instructeurs et officiers dont la mission était de diriger la formation d'un détachement d'une vingtaine d'hommes. La création de l'équipe contre-terroriste fut appelée opération Pagoda. Le CRW Wing est aussi chargé d'étudier les matériels à utiliser ; il a notamment eu l'idée des grenades incapacitantes (Stun Grenades). Un des premiers achats fut une flotte de Range Rover. Ce véhicule fut choisi car dans le scénario classique, l'équipe d'alerte devait voyager rapidement par route pour se rendre sur les lieux de l'incident, et sur place, pouvait avoir besoin de véhicules tout-terrain pour mener un assaut à travers un terrain peu praticable. La Range Rover avait la réputation d'être le véhicule le plus adapté pour un usage à la fois hors route et sur route.
À partir de 1977, chaque escadron du 22 SAS fut chargé à tour de rôle de constituer l'équipe antiterroriste pendant une période de six mois. Cette équipe est appelée Special Projects (SP) team, aussi surnommée Anti-Terrorist team ou Pagoda team. L'escadron est divisé en deux équipes d'une vingtaine d'hommes, appelées Red Team et Blue Team. L'équipe, en alerte permanente pour réagir à tout incident, alterne des périodes d'entraînement, des déploiements en Irlande du Nord (à l'époque où le SAS y était actif), et des exercices à l'étranger.
L'intervention contre-terroriste la plus connue du SAS est sans aucun doute l'opération Nimrod : il s'agissait de libérer le personnel pris en otage le 30 avril 1980 dans l'ambassade d'Iran à Princes Gate. Après six jours de siège, l'assaut fut ordonné et la gestion de la situation fut confiée par la police au SAS. La SP Team de l'escadron B descendit en rappel depuis le toit de l'ambassade et entra simultanément par plusieurs fenêtres et entrées du bâtiment. La soixantaine de SAS libérèrent dix-huit des dix-neuf otages, dont deux blessés, en tuant cinq terroristes et en faisant prisonnier le sixième, sans mort de leur côté, mais avec un homme gravement brûlé. Cette intervention couronnée de succès et très médiatisée par les chaînes de télévision qui couvraient l'affaire a beaucoup marqué l'opinion publique et est souvent associée au SAS depuis.
Une autre intervention eut lieu lorsque des détenus mutinés de la prison de Peterhead en Écosse prirent en otage un gardien, en 1987. Après cinq jours de situation sans issue, la Red Team de l'escadron D intervint dans une opération-éclair, utilisant des grenades flashbang et à gaz CS ainsi que des matraques (ils n'eurent pas à utiliser leurs armes à feu) et libéra l'otage. Dans la foulée, les gardiens de la prison reprirent le contrôle de la prison,.
Des troupes du SAS auraient également joué un rôle dans l'arrestation d'auteurs présumés des attentats du 21 juillet 2005 à Londres, en fournissant des experts en méthodes d'ouverture de portes par des explosifs au groupe d'intervention du Metropolitan Police Service.
Outre ces opérations effectives, l'équipe contre-terroriste du SAS a également été mise en alerte lors de plusieurs évènements, parmi lesquels le détournement d'un avion à Stansted en janvier 1975, le siège d'un groupe de l'IRA à Balcombe Street en décembre 1975, du siège de l'ambassade de Libye à Londres en avril 1984, et le détournement du vol 805 des Ariana Afghan Airlines à Stansted en février 2002.
À la suite des attentats de Londres, une équipe du SAS d'alerte serait basée dans Londres même.

##### Observateurs et conseillers
Le SAS étudie les prises d'otages ayant eu lieu dans d'autres pays pour en tirer des leçons. Il envoie généralement des hommes sur place comme observateurs et conseillers. Il peut aussi arriver qu'il s'agisse d'hommes du Special Boat Service (SBS) : lors d'une double prise d'otages en Hollande en mai 1977, des SBS étaient présents.
La plus célèbre des prises d'otages impliquant des observateurs du SAS est probablement celle du détournement du vol Lufthansa 181 à Mogadiscio en octobre 1977. Deux hommes du SAS, le sergent Barry Davies et le commandant Alastair Morrison, accompagnaient l'unité contre-terroriste ouest-allemande GSG 9, qui libéra les otages lors d'un assaut surprise le 18 octobre appelé opération Feuerzauber (« feu magique »). Le degré de l'implication des Britanniques varie selon les sources. Selon le commandant du GSG 9 Ulrich K. Wegener, leur seule contribution fut de leur fournir les grenades flashbang. Comme ces grenades contenaient trop de phosphore, Wegener décida de ne pas les utiliser à l'intérieur de l'avion à cause des risques d'incendie mais seulement à l'extérieur. Les SAS réfléchirent aussi à un plan d'assaut, mais le GSG 9 préféra utiliser sa propre tactique qui consistait à pénétrer par toutes les entrées et sorties de l'avion simultanément.
Le SAS a réalisé un « débriefing » des unités impliquées dans la prise d'otages d'Ouvéa plus détaillé que ce qui a eu lieu en France même. Le commandant en second du CRW et l'officier commandant la SP Team ont assisté au siège de Waco en 1993. Le 22 SAS a demandé à envoyer des observateurs à Marignane lors de la prise d'otages du Vol 8969 Air France en 1994.
Des observateurs SAS ont également été présents lors de la prise d'otages de l'ambassade japonaise de Lima par le mouvement révolutionnaire Tupac Amaru,, celle du théâtre de Moscou, et celle de Beslan,.

#### Les Malouines
Le SAS joua un rôle important lors de la guerre des Malouines qui opposa l'Argentine au Royaume-Uni en 1982. Le SAS, en parallèle au Special Boat Service (SBS), exécuta des missions de reconnaissance et d'action commando.
La première étape de l'action britannique fut la reprise de la Géorgie du Sud (opération Paraquet) par la M Company, 42 Commando Royal Marines, accompagnée de l'escadron D du 22 SAS et de la 2 Section, Special Boat Squadron. Les premières tentatives de reconnaissance du SAS se soldèrent par des échecs : la Mountain Troop, déposée sur le glacier Fortuna, fut dépassée par les conditions météorologiques extrêmes, et demanda à être exfiltrée. Deux hélicoptères s'écrasèrent en tentant de récupérer les SAS, un troisième, surchargé, évacua les forces spéciales et les équipages des machines perdues. La tentative suivante, utilisant des embarcations semi-rigide Gemini, échoua également, notamment à cause du manque de fiabilité des moteurs. L'île fut finalement reprise lorsque les Argentins se rendirent.
Pour la reprise des Malouines elles-mêmes, l'escadron G fut chargé de missions de reconnaissance, et l'escadron D était gardé en réserve pour des actions offensives. Lors d'une reconnaissance rapprochée, une patrouille de l'escadron G restera en observation « à proximité immédiate » de troupes argentines pendant vingt-six jours d'affilée.
Bien que cette guerre n'ait touché que les îles Malouines, un raid fut envisagé contre l'aéroport de Rio Grande, sur le continent, d'où opéraient les Super-Étendard de la marine argentine, lesquels étaient armés de missiles Exocet qui représentaient une grande menace pour la flotte britannique. Le raid prévu était calqué sur celui d'Entebbe en 1976 : deux gros-porteurs Hercules C-130 devaient débarquer l'escadron B ayant pour mission de détruire la base et de s'exfiltrer à pied vers le Chili par une marche de 80 km. Ce raid, jugé suicidaire par les SAS et qui entraîna une quasi-mutinerie de l'escadron, ne fut jamais mené, car il signifiait perdre un escadron entier, ce que les Britanniques ne pouvaient se permettre.
Dans la nuit du 14 mai 1982, l'escadron D mena un raid contre l'aérodrome de Pebble Island où ils détruisent 11 avions argentins (principalement des FMA IA 58 Pucará d'attaque légère), grâce aux informations d'une reconnaissance faite dans la nuit du 11 au 12 mai (opération Prelim).

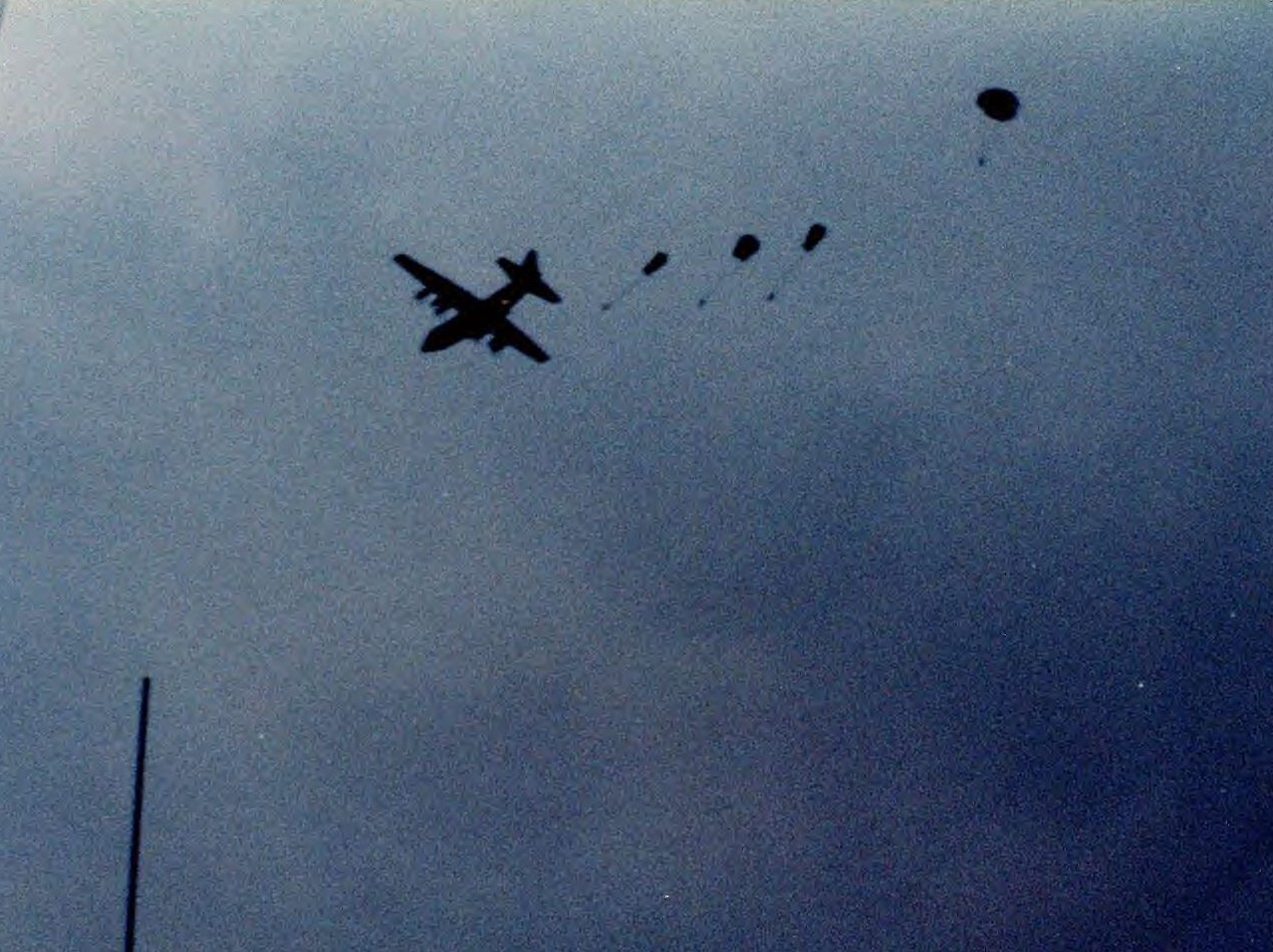
Parachutage en mer de quatre SAS pour rejoindre le.

Le 18 mai, un hélicoptère Sea King faisant un transbordement du HMS Hermes au HMS Intrepid s'écrase en mer (probablement à cause d'un oiseau ayant été aspiré dans un moteur). 22 soldats britanniques sont tués, dont 20 hommes du SAS. Pour combler les pertes, des éléments de l'escadron B seront acheminés en renfort.
Lors du débarquement à Port San Carlos le 21 mai, l'escadron D mena un raid de diversion à Darwin. La quarantaine d'hommes harcela les positions argentines avec des mortiers, des missiles Milan et des mitrailleuses L7. Le commandant local crut être attaqué par un bataillon ennemi de 600 hommes. Le lendemain matin, l'escadron SAS qui s'était replié sur le mont Osborne fut survolé par un Pucará. Les SAS avaient reçu en urgence des États-Unis quelques missiles sol-air FIM-92 Stinger et un tir abattit le Pucará.
Le 25 mai, agissant sur un renseignement disant que le Mont Kent n'est pas défendu par les Argentins, le commandant de l'escadron D y établit un poste d'observation, rejoint par le reste de l'escadron le 28 mai. Les SAS tinrent le mont Kent pendant deux jours, ayant plusieurs affrontements avec les forces spéciales argentines.
Dans la suite du conflit, les escadrons B et D effectuèrent eux aussi des missions d'observations et de renseignement. Le 2 juin, un tel poste tenu par les SAS ouvrit le feu sur une patrouille se dirigeant vers eux. Il s'agissait d'une patrouille du SBS qui s'était égarée. Le sergent Ian « Kiwi » Hunt du SBS fut tué. Le 10 juin, un poste d'observation établi près de Many Branch Point pour surveiller Port Howard sur Falkland occidentale fut repéré par les troupes argentines. Le capitaine John Hamilton, commandant la 19 (Mountain) Troop fut tué et un de ses hommes capturé.
Dans la nuit du 13 au 14 juin, les forces spéciales effectuèrent une diversion près de port Stanley en prévision de l'assaut du 2 Para sur Wireless Ridge. Une troop de l'escadron D et six hommes de la 3 Section SBS embarquèrent dans des embarcations du 1st Raiding Squadron Royal Marines. Un navire-hôpital argentin repéra les embarcations et les illumina avec ses projecteurs. Le feu ennemi obligea la force britannique à annuler son opération,,,,.

#### La guerre du Golfe
En 1988, intervient une restructuration indirecte lorsque le ministère de la Défense britannique crée une structure de commandement unifiée pour ses forces spéciales nommé DSF (Directorate of Special Forces), inspiré du modèle américain le United States Special Operations Command, créé quelques mois auparavant.
Les SAS s'illustrent aussi pendant la guerre du Golfe. Le 2 août 1990, jour de l'invasion du Koweit par l'Irak, le vol commercial 149 de British Airways, en partance pour Kuala Lumpur (Malaisie), fait une escale à Koweït City. Neuf personnes qui avaient embarqué à la dernière minute se seraient éclipsées avant que les passagers ne soient arrêtés par les militaires irakiens. Ces mystérieux hommes ont été suspectés d'être des SAS, mais le gouvernement britannique a démenti que des militaires se trouvaient à bord. Selon le journaliste Steve Davis, ces hommes étaient bien des membres du service d'opérations clandestines du MI6 appelée Increment
Lors de l'offensive contre l'Irak en 1991, les SAS réitèrent leurs exploits de la Seconde Guerre mondiale à bord de Land Rover puissamment armées. Leurs missions comprennent l'observation et l'attaque de points importants du désert (postes de commandement en particulier), puis le quadrillage du désert à la recherche des lanceurs mobiles de missiles Scud lancés sur Israël et l'Arabie saoudite.
Un groupe de huit hommes de l'escadron B, nommé « Bravo Two Zero », reçut pour mission de surveiller la route reliant Bagdad à la Jordanie, qui était une importante voie de ravitaillement de l'Irak. Cette équipe fut repérée par un jeune berger irakien qui donnera l'alerte le deuxième jour de la mission. Se repliant, pourchassés par l'ennemi, la patrouille se scinda en deux groupes, un de cinq hommes et un de trois. Trois membres furent tués et quatre autres furent capturés. Le dernier, Chris Ryan, réussit à marcher pendant sept jours dans le désert jusqu'à la frontière syrienne, quasiment sans eau ni nourriture. Il perdit 16 kg durant son périple. Ryan reçut la médaille militaire pour son acte incroyable.

#### Les guerres de l'ex-Yougoslavie
Les SAS furent aussi présents dans la guerre en Bosnie-Herzégovine dès novembre 1992, diverses unités prenant place en plusieurs endroits du pays. Il n'y eut pas de participation aux combats, toutefois un escadron entier aurait été infiltré au cœur de Sarajevo en mai 1995 pour une opération visant à libérer une trentaine de soldats britanniques retenus en otages par les forces serbes de Bosnie-Herzégovine. L'opération ne fut pas menée en raison de la libération anticipée de ces soldats quelques jours plus tard.
Le général Michael Rose, commandant la Force de protection des Nations unies (FORPRONU) à partir de janvier 1994 et ancien SAS, tint à avoir des équipes SAS à sa disposition. Ces équipes, habillées de la même manière que les casques bleus britanniques pour des raisons de discrétion, furent chargées de repérer les lignes des différentes factions et d'être les yeux et oreilles de Michael Rose sur le terrain. Une équipe s'infiltra en avril 1994 dans l'enclave bosniaque de Goražde ; un soldat du SAS, Fergus Rennie, fut tué au cours de cette opération. Lors d'une offensive serbe, l'équipe guida des frappes aériennes. Un Sea Harrier de la Fleet Air Arm fut abattu et son pilote, Nick Richardson, parvint à s'éjecter et rejoindre l'équipe SAS, qui s'exfiltra de la zone à pieds avant d'être récupérée par hélicoptère,. Un binome SAS fut aussi inséré à Srebrenica en mars 1995 et était présent lors de la chute de la ville.
Des réservistes du 21 et 23 SAS furent également employés en Bosnie, dans un détachement surnommé « escadron V », en soutien aux opérations de maintien de la paix,.
La guerre terminée, les SAS restent dans le pays, capturant notamment des personnes inculpées pour crimes de guerre par le tribunal pénal international pour l'ex-Yougoslavie en 1997-1998.
Des commandos SAS furent à nouveau en action dans les Balkans lors de la guerre du Kosovo en 1999, pour des missions dont le contenu reste secret, bien qu'il soit certain qu'ils aient eu pour mission le guidage de frappes aériennes. Un d'entre eux, le sergent Robert Lyon, trouva la mort durant un accrochage avec les forces serbes. Les autres membres de son équipe purent être exfiltrés en Bosnie, où deux d’entre eux, qui avaient été blessés avec lui furent soignés à l’hôpital de Siporo avant d’être rapatriés en Grande-Bretagne.

#### Guerre d'Afghanistan
Les SAS furent largement engagés dans la guerre d'Afghanistan. Les escadrons A et G (environ 100 hommes) du SAS lancèrent une attaque, fin novembre ou début décembre 2001, sur un camp d'entraînement d'Al-Qaïda près de la frontière pakistanaise. L'opération TT constitue la plus grande mission du régiment depuis la Seconde Guerre mondiale.
Cette mission, qui aurait pu (comme l'espéraient les services de renseignement) déboucher sur la capture ou la mort d'Oussama ben Laden, est racontée en détail. En quatre heures de combat, les SAS revendiquèrent jusqu'à 73 ennemis tué, pour quatre SAS blessés (dont un amputé à la cheville). Après avoir reconsidéré l'opération, les SAS s'aperçurent que n'importe quelle unité d'infanterie aurait pu être engagée pour une telle mission. En 2006, les SAS se plaignent d'ailleurs d'avoir été dans le passé récent trop employés pour des missions non-spéciales.
En août 2010, le bilan humain sur ce théâtre d'opérations est d'un officier et trois réservistes du SAS tués et de plusieurs dizaines de blessés.

#### Guerre en Irak
La participation britannique à la guerre d'Irak depuis 2003 inclut aussi celle du SAS. Les missions sont proches de celles de 1991 : l'une d'elles concerne, fin janvier 2003, la reconnaissance par des hommes du 22 SAS et de la Delta Force (déposés par un hélicoptère Chinook ayant décollé de Azraq al-Shishan, en Jordanie) de plusieurs sites de missiles Scud repérés par satellites, pour déterminer s'il s'agissait de véritables lanceurs ou de leurres, et la surveillance de plusieurs postes de commandement irakiens. Fin mars 2003, des opérateurs du même régiment et des homologues du Special Air Service Regiment australien attaquèrent un centre de stockage suspecté de contenir des « armes de destruction massive » situé à 320 km à l'ouest de Bagdad, et de deux bases aériennes référencées H2 et H3.
Durant leur séjour, les SAS ont perdu sept des leurs et une trentaine furent grièvement blessés.

#### Guerre au Yemen
Les SAS interviennent dans la guerre au Yémen dans le cadre de la coalition dirigée par l'Arabie saoudite. Leur mission consiste principalement à former des miliciens ; cette formation inclurait celle d'enfants-soldats, dont la coalition serait composée à 40 %[précision nécessaire].

## Organisation

### LeSpecial Air Service
Le Special Air Service est en 2010 divisé en trois régiments :
- le 21 Special Air Service Regiment (Artists) basé à Londres ;
- le 22 Special Air Service Regiment basé à Credenhill près d'Hereford ;
- le 23 Special Air Service Regiment (Reserve) basé à Birmingham.

Le 22 SAS, le plus célèbre, devient alors d'active (appartenant à l'armée régulière), alors que les deux autres sont de réserve (« Territorial Army »). Il est soutenu par des unités de l'Army Air Corps, Royal Corps of Signals ainsi que du Special Forces Support Group.
Les régiments sont divisés en squadrons (« escadrons », terme qui désigne des unités équivalentes à des compagnies d'infanterie).
Fin 2010, à la suite de critiques sur les missions et les performances des unités de réservistes et essentiellement des coupes budgétaires dans le budget de la défense britannique, il est envisagé de réduire leur rôle et de supprimer leurs unités. Le 23 SAS, qui avec 200 réservistes est en sous-effectif depuis les années 1990, est particulièrement visé.
| 21 SAS (R)                                             | 22 SAS (Hereford) | 23 SAS (R)                                                |
| HQ Squadron (Londres)                                  | HQ Squadron       | HQ Squadron (Birmingham),                                 |
| A Squadron (Londres) A Squadron Detachment (Cambridge) | A Squadron        | B Squadron (Leeds) B Squadron Detachment (Hebburn)        |
| C Squadron (Basingstoke)                               | B Squadron        | D Squadron (Hamilton) D Squadron Detachment (Invergowrie) |
| E Squadron (Newport) 2 Detachment E Squadron (Exeter)  | D Squadron        | G Squadron (Manchester)                                   |
| -                                                      | G Squadron        | -                                                         |

#### Le 22 SAS
Le 22 SAS a quatre sabre squadrons (escadrons opérationnels) numérotés A, B, D et G, et d'unités de soutien.
Les spécialités tactiques (ou spécialités de mise en œuvre), dont dépendent les moyens par lesquels est mis en place l'unité, influent directement sur l'organisation des escadrons. Chaque escadron est en effet formé de quatre troops (sections) ayant chacune une spécialité tactique :
- la Boat Troop, spécialisée dans les infiltrations aquatiques (kayak, embarcations rapides, etc.) et subaquatiques (mini-sous-marins, nageurs de combat) ;
- la Mountain Troop, chargée des opérations en terrains montagneux et en saisons hivernales ;
- la Air Troop (parfois appelée HALO troop), formée de chuteurs opérationnels qui maîtrisent aussi bien les techniques HALO que HAHO ;
- la Mobility Troop, spécialisée en terrain désertique et en mobilité motorisée.

| A Squadron         | B Squadron         | D Squadron          | G Squadron          |
| 1 Troop (Boat)     | 6 Troop (Boat)     | 16 Troop (Air)      | 21 Troop (Mobility) |
| 2 Troop (Air)      | 7 Troop (Air)      | 17 Troop (Boat)     | 22 Troop (Mountain) |
| 3 Troop (Mobility) | 8 Troop (Mobility) | 18 Troop (Mobility) | 23 Troop (Boat)     |
| 4 Troop (Mountain) | 9 Troop (Mountain) | 19 Troop (Mountain) | 24 Troop (Air)      |

L'escadron d'état-major peut puiser dans ces différentes sections pour réaliser au mieux une mission. Par exemple, il aligne un escadron de renseignement pour localiser un lieu où serait retenu des otages. Une fois les renseignements obtenus, une intervention des spécialistes du parachutisme complète l'opération.
À plus petite échelle, la troop est composée de groupes de combat, appelés patrols, de quatre membres. La composition de ces patrols dépend des spécialités techniques, c'est-à-dire de la spécialité de chaque membre. Il y a quatre spécialités techniques :
- médecine du champ de bataille, pour pouvoir effectuer des opérations chirurgicales d'urgence ;
- explosifs et démolition, où l'on apprend la manipulation des explosifs ;
- linguistique, c'est-à-dire l'apprentissage des bases de langues étrangères ;
- transmissions, qui comprend l'utilisation d'appareil de communications et de radios, qu'ils soient britanniques ou étrangers.

La maîtrise d'une seconde spécialité par les hommes est officiellement « encouragée », et est une condition quasiment indispensable pour pouvoir effectuer une longue carrière dans le régiment, à l'image des « bérets verts » américains. D'ailleurs, ces spécialistes effectuent fréquemment des échanges avec leurs homologues des autres pays. Bon nombre de SAS spécialisés en médecine ont été formés à la United States Army Academy of Health Sciences de Fort Sam au Texas.
Autres éléments du 22 SAS :
- Headquarters squadron (HQ squadron)
- Counter-Revolutionary Warfare (CRW) Wing, chargé du contre-terrorisme
  - Special Projects (SP) team
  - 658 Squadron (anciennement « 8 Flight » - 8e escadrille) de l'Army Air Corps, spécialisé dans le soutien aérien aux opérations de contre-terrorisme, équipé de 1982 à 2008 de quatre Agusta A.109, remplacés depuis par quatre Eurocopter AS-365N3 Dauphin 2 et également équipé de Gazelle AH.1[76]
  - « Ulster Troop » : troop spécialisée pour l'Irlande du Nord dans les années 1980
- 264 (SAS) Signals Squadron : escadron chargé de fournir les transmissions au 22 SAS, créé en juillet 1966[77]. Comprend son propre élément de réservistes appelé R Troop[78].
- F Company ou F Troop : détachement permanent au Belize d'une douzaine de SAS et SBS, chargé de patrouilles frontalières et de constituer une équipe de secours en cas de crash d'aéronef en jungle[79]
- Training Wing (escadre d'entraînement), chargé de la formation du personnel
- Demonstration Troop « Goon Troop » : unité de démonstration constituée de membres non-badgés du SAS, jouant le rôle de l'adversaire lors d'exercices[80],[81]
- Quartermaster (QM) department
- Intelligence and Planning Cell, surnommée « Le Kremlin »[82]
- Force Projection Cell (FPC)[83]
- Research and Development wing[84] (précédemment Operational Research Cell[85])
- Surveillance Reconnaissance Cell[84]
- Medical Wing[86]
- Demolition Wing[87]
- le L detachement (anciennement R squadron) : un élément constitué de réservistes, destiné à remplacer les pertes au combat[78]
- E Squadron : organisation composite formé de personnel du SAS, SBS et SRR créée en 2007 pour travailler avec le MI6. Elle ne fait pas nominalement partie du régiment SAS mais est placé sous les ordres du directeur des forces spéciales et du MI6. Il remplace la cellule appelée « the Increment »[88] dont la partie fournie par le SAS était appelée Revolutionary Warfare Wing (RRW)[89].

## Missions
Le SAS est une unité aux missions variées :
- reconnaissance et surveillance pour la collecte de renseignement (repérages d'unités adverses) ;
- action « coup de poing » (recherche et destruction d'objectifs-clés dans le dispositif de l'adversaire, capture de chefs de guerre ennemis) ;
- contre-terrorisme, sur le territoire britannique ou à l'étranger ;
- actions de soutien et d'influence (formations de militaires étrangers, actions civilo-militaires).

## Sélection et formation

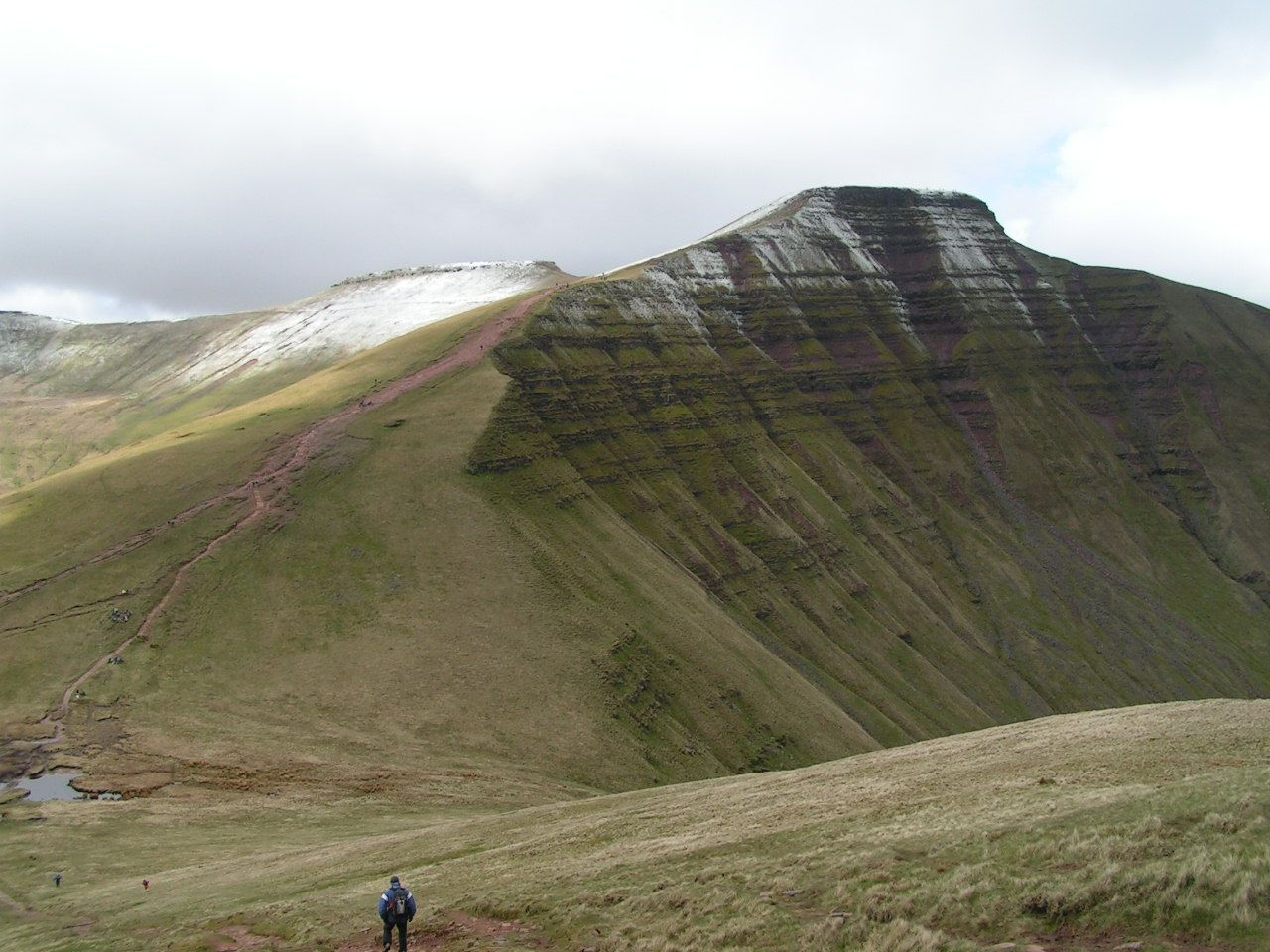
Le Pen y Fan, montagne des Brecon Beacons où la sélection SAS s'est déroulée pendant un demi-siècle.

Lors des premières opérations du 22 SAS en Malaisie, il s'avéra qu'un grand nombre de ses hommes ne convenaient pas pour ce travail. En 1952, le commandant du 22 SAS ordonna au major John Woodhouse d'établir un processus d'évaluation et sélection des recrues pour ne garder que les candidats ayant l'endurance et l'autodiscipline nécessaires,,.
Selon une description datant de 2002, la Selection course est organisée au rythme de deux sessions par an, chacune comptant environ 150 candidats initialement. La première phase, dite Aptitude Phase, dure quatre semaines et sert à « dégrossir » et éliminer les soldats pas assez motivés ou pas en assez bonne forme physique, tout en les entraînant à la navigation en vue de la phase suivante. Les soldats passent le « Basic Infantry Battle Fitness Test » : une marche de 12,8 km avec un sac de 25 kg qui doit être faite en deux heures. La première semaine comporte des cours de navigation terrestre et diverses marches dans les Brecon Beacons au pays de Galles. Elle se termine par une marche passant par la montagne Pen y Fan, surnommée la « danse du Fan ».
La semaine suivante, les candidats doivent effectuer cinq marches de navigation encadrées par les formateurs, puis, lors de la troisième semaine, cinq autres marches sans encadrement, par groupes de quatre, deux, puis en solitaire. Toutes ces marches doivent être faites dans un temps limite correspondant à une vitesse moyenne de 4 km/h. Si un candidat ne respecte pas cette limite, il reçoit un avertissement. Au bout de trois échecs, il est renvoyé dans son unité d'origine.
Lors de la quatrième semaine, d'autres marches chronométrées ont lieu, suivies d'une épreuve finale appelée Endurance, une marche de 64 km en terrain très accidenté, en portant un sac de 25 kg et un fusil à terminer en moins de 20 heures. Au total, les candidats auront marché dans cette phase plus de 445 km de terrain difficile.
Après cette première élimination, les futurs SAS suivent un deuxième programme où ils reçoivent une formation sur les armements britanniques et étrangers, qu'ils seront amenés à utiliser (ou à rencontrer), et effectuent un séjour de six semaines en jungle à Bornéo ou au Belize.
La troisième phase est un stage SERE (SERE, que l'on peut traduire par « survie, évasion, résistance et fuite », auparavant appelée Escape and Evasion) de quatre semaines comprenant un interrogatoire de 24 heures pendant lequel ils ne doivent pas dire autre chose que leur nom, grade, matricule et date de naissance.

## SAS célèbres

### Seconde Guerre mondiale
- David Stirling, cofondateur du SAS
- Jock Lewes, cofondateur du SAS
- Paddy Mayne, adjoint de Stirling
- Colonel John « Johnny » Cooper, chauffeur de Stirling en Afrique du Nord jusqu'à sa capture.
- Colonel Brian Franks, chef de corps du 2e SAS en 1944-1945
- Colonel « Jim » Johnson colonel du 21 SAS (TA)
- Fitzroy Maclean, diplomate écossais, aventurier, écrivain, et politicien
- Wilfred Thesiger, surtout célèbre pour ses explorations du désert de 1945 à 1950
- Aspirant André Zirnheld, premier officier parachutiste français tué au combat, le 27 juillet 1942, en Libye. Fait Compagnon de la Libération, médaillé de la Croix de guerre 1939-1945 avec deux palmes, et de la Military Cross. Célèbre pour son poème adapté pour devenir en 1961 le chant de tradition de l'EMIA puis la Prière du para, adoptée depuis par toutes les troupes parachutistes françaises.
- Achille Muller, dernier survivant des SAS français libres parachutés dans la nuit du 5 au 6 juin 1944 lors des opérations SAS en Bretagne visant à soutenir le débarquement de Normandie. (Parrain du 1er RPIMa).
- Lieutenant Colonel Pierre-Louis Bourgoin, (1907-1970) commandant le 4e bataillon SAS français (futur député de Paris), l'unique parachutiste manchot au monde, parachuté en Bretagne dans la nuit du 9-10 juin 1944, avec un parachute bleu-blanc-rouge, cadeau des Anglais.
- Capitaine Pierre Marienne, (1908-1944), 4e SAS : 1er Français Libre et probable 1er militaire allié, parachuté dans le cadre de l'opération Overlord, en Bretagne, à Plumelec, Morbihan dans la nuit du 5-6 juin 1944. Il fut assassiné par des miliciens le 12 juillet 1944 à Kerihuel, Plumelec.
- Caporal Emile Bouétard, (1915-1944), 4e SAS : 1er Français Libre et probable 1er militaire allié, mort au combat, dans le cadre de l'opération l'opération Overlord, en Bretagne à Plumelec.
- Capitaine Raymond Couraud.
- Lieutenant John (Raymond) van der Heyden, SAS belge, premier allié à pénétrer en uniforme en Allemagne, du mauvais côté de la ligne Siegfried avec son escadron de dix hommes.
- Capitaine Guy Combaud de Roquebrune (ou Guy de Combaud-Roquebrune).
- Jean Paulin, engagé au 2e régiment de chasseurs parachutistes (4eSAS) ; il publiera plus tard, chez Marabout, les aventures de Lorraine en s'inspirant de son vécu militaire.

### Après la Seconde Guerre mondiale
- Andy McNab, pseudonyme d'un des membres de la patrouille Bravo Two Zero lors de la guerre du Golfe (1990-1991), connu pour son livre racontant la mission.
- Chris Ryan, un autre membre de la patrouille Bravo Two Zero, également auteur de livres sur la mission et d'autres ouvrages de fiction.
- Bear Grylls, ancien SAS, est connu pour son émission Seul face à la nature, où il présente dans des conditions hostiles, tout autour du monde, des techniques de survie principalement apprises dans les SAS.
- Peter de la Billière, commandant des SAS puis commandant en chef des forces britanniques lors de la guerre du Golfe.

## Postérité
Les théories du major Stirling se sont révélées être si pertinentes que les diverses équipes commandos de par le monde se sont toutes plus ou moins inspirés de ces concepts. Désormais, les états-majors ne remettent plus en question la validité des idées de Stirling[réf. souhaitée].
Aujourd'hui, les SAS restent une des plus grandes références mondiales dans leur domaine

### Forces spéciales inspirées des SAS
Bon nombre de forces spéciales de divers pays sont copiées sur les SAS. Dans les dominions britanniques, certaines unités ont conservé le nom de SAS (voir les unités d'Australie, du Canada, de la Nouvelle-Zélande et de la Rhodésie).
- Allemagne : le Kommando Spezialkräfte (KSK), forces spéciales de la Bundeswehr, a repris la structure des SAS : chaque compagnie est divisée en quatre sections, chacune chargée d'une spécialité tactique : infiltrations terrestres, techniques parachutistes, opérations aquatiques, combats en conditions climatiques extrêmes ;
- Australie : le Special Air Service Regiment (en) (SASR) qui comprend en son sein une unité contre-terroriste, le Tactical Assault Group West (TAG West) ;
- Belgique : depuis décembre 2010, le Special Forces Group (SFG) est l'héritier de l'étendard et des traditions du 1er bataillon parachutiste, lui-même fortement inspiré de l'expérience de la compagnie belge (5e régiment de SAS), entraînée par les SAS durant la Seconde Guerre mondiale. Ils sont également structurés selon le moyen d'insertion (eau, terre, mer) et ont même repris l'insigne des SAS. Les forces spéciales belges peuvent également opérer en groupe de quatre hommes, ce qui est typique des SAS anglais ;
- Canada : une unité SAS fut créée en 1946, mais rapidement dissoute en 1948. L'actuelle unité anti-terrorisme Joint Task Force 2 est calquée sur les unités SAS ;
- États-Unis : on peut relier l'idée des SAS à d'autres forces spéciales américaines de la Seconde Guerre mondiale, comme les Marauders de Merril et le 1st Special Service Force, puis dans les « bérets verts » des Special Forces créés dans les années 1950 ;
  - La Delta Force américaine est très inspiré du SAS, notamment par les structures en squadrons et la sélection avec une hills phase (« phase des collines »), car son fondateur, le colonel Charles Beckwith, avait été officier de liaison auprès du 22 SAS dans les années 1960 ;
- France : le CPIS (11e Choc) est le principal héritier des unités de SAS français de la Seconde Guerre mondiale. Il en a d'ailleurs gardé la devise, « Qui ose gagne ». Les 1er et 2e RPIMa ont repris bien plus tard la devise des SAS.
- Hong Kong : la Special Duties Unit de la police de Hong-Kong a été créée en 1973, d'après le modèle des SAS, et elle a été entraînée par les SAS et le Special Boat Service (SBS) ;
- Israël : le Sayeret Matkal a repris le modèle des SAS, ainsi que sa devise ;
- Japon : le Special Assault Team de la police japonaise a été formée par des SAS britanniques ;
- Nouvelle-Zélande : le Special Air Service of New Zealand (NZSAS) ;
- Pakistan : le Special Service Group (SSG) est en partie basé sur les SAS ;
- Pays-Bas : les Korps Commandotroepen (en) sont également inspirés des SAS ;
- Philippines : Le Special Action Force de la Police nationale philippine semble avoir été copié sur les SAS ;
- Pologne : le GROM (Grupa Reagowania Operacyjno Manewrowego, en polonais) est en partie basé sur le modèle SAS ;
- Rhodésie : le « C Squadron » du 22 SAS était à l'origine composé de troupes rhodésiennes. Après la fin de la guérilla malaise en 1953, ces troupes formèrent le cœur du Rhodesian SAS, qui fut dissous en décembre 1980 lorsque le pays devint le Zimbabwe.

## Les SAS dans la culture populaire
Depuis le début des années 1980, les Britanniques ont créé un mythe autour des SAS. Les médias britanniques s'y sont intéressés à la suite d'une opération de sauvetage survenue à l'ambassade iranienne à Londres (Opération Nimrod), alors que la BBC suivait en direct les opérations. En 1981, profitant de l'engouement du public, le film Who Dares Wins sort. L'une des vedettes a suivi quelques entraînements avec des SAS avant de tourner et, en contrepartie, des membres du SAS ont été présentés pendant le film en compagnie de leur famille.
Depuis, il y a un flux régulier de livres de fiction sur les SAS, qu'ils soient rédigés par des membres actifs ou retraités. Ces ouvrages décrivent des situations basées sur des faits réels, mais n'en sont pas une description exacte, les auteurs préférant dramatiser les situations réellement vécues. Les deux ouvrages les plus connus sont probablement ceux rédigés par deux anciens SAS qui ont participé à la mission Bravo Two Zero pendant la première guerre du Golfe en 1991 :
- Bravo Two Zero, par le sergent Andy McNab (adapté en film en 1999 sous le même titre)
- Celui qui s'est échappé (The One that Got Away), par le caporal Chris Ryan

Des experts ont critiqué ces deux ouvrages, notant qu'il s'agit d'un enjolivement d'évènements réels. Malgré ces critiques, ils se sont bien vendus, ce qui a amené plusieurs anciens membres du SAS à décrire des missions. Le gouvernement britannique a depuis réagi, rappelant qu'ils ont signé une entente de non divulgation.
Sachant que les opérations du SAS sont secrètes, tous les ouvrages rédigés sur le SAS sont à lire avec une bonne dose de scepticisme.
En 2002 et 2003, la télévision de la BBC a diffusé une série télévisée intitulée SAS: Are You Tough Enough? qui montrait des citoyens ordinaires qui suivaient des entraînements et des exercices de survie qui, semble-t-il, étaient subis par des candidats pour le SAS. La BBC a aussi diffusé un documentaire intitulé SAS Survival Secrets, dans lequel d'anciens membres du SAS détaillent des techniques de combat et de survie. En 2002, un nouveau feuilleton télévisé a été diffusé, Ultimate Force, avec pour scénariste Chris Ryan.

### Films
- Dans la saga The Expendables le personnage de Lee Christmas interprété par Jason Statham est un ancien membre du SAS.
- Le Bataillon du ciel (1947), film d'Alexandre Esway, avec Pierre Blanchar et Raymond Bussières, (deux parties : Ce ne sont pas des anges et Terre de France).
- Commando à Rhodes (They Who Dare, 1953), de Lewis Milestone, avec Dirk Bogarde
- Un taxi pour Tobrouk (1961), de Denys de La Patellière, avec Lino Ventura et Charles Aznavour
- Tobrouk, commando pour l'enfer, 1966, d'Arthur Hiller, avec Rock Hudson et George Peppard qui raconte, d'une manière romancée, l'opération Agreement
- Enfants de salauds, 1968, d'André de Toth, avec Michael Caine et Nigel Davenport
- Le Cinquième Commando, 1971, d'Henry Hathaway, avec Richard Burton
- Commando (Who Dares Wins, retitré The Final Option aux États-Unis, 1982), de Ian Sharp : film sur une prise d'otages dans une ambassade et l'intervention du SAS, inspirée de l'Opération Nimrod
- Un jour avant l'aube (1994), téléfilm de Jacques Ertaud, avec Xavier Deluc et Jean-Pierre Bouvier
- Bravo Two Zero (1999), téléfilm de Tom Clegg, avec Sean Bean, produit par et pour la BBC[95].
- Killer Elite (2011), film de Gary McKendry, avec Jason Statham, Clive Owen, Robert De Niro.
- Dans la saga Fast and Furious, le personnage de Deckard Shaw, interprété par Jason Statham, est un ancien membre du SAS.
- SAS Section d'assaut (I'm a Soldier) (2014), film de Ronnie Thompson, avec Tom Hughes.
- 6 Days (2017), film de Toa Fraser Produit Pour Netflix
- Rogue Heroes (2022) (SAS : Rogue Heroes en Anglais)

### Jeux vidéo
- Medal of Honor : Débarquement allié, jeu vidéo d'EA Games et de 2015 édité en 2002, où le joueur doit libérer un commandant du SAS.
- Call of Duty, jeu vidéo d'Activision et d'Infinity Ward dans lequel le joueur incarne le sergent Jack Evans du 2e régiment du SAS pendant la Seconde Guerre mondiale.
- Call of Duty : La Grande Offensive, jeu vidéo d'Activision et de Gray Matter Studios (Treyarch) dans lequel le joueur incarne le sergent James Doyle du 1er régiment du SAS pendant la Seconde Guerre Mondiale.
- Call of Duty 3: En marche vers Paris, jeu vidéo d'Activision et de Treyarch dans lequel le joueur réincarne le sergent James Doyle du 1er régiment du SAS.
- Call of Duty 4: Modern Warfare, jeu vidéo d'Activision et d'Infinity Ward dans lequel le joueur incarne le sergent John « Soap » MacTavish du 22e régiment du SAS.
- Counter Strike, jeu vidéo par Valve, où dans le groupe anti-terroriste, le joueur peut incarner un membre du SAS.
- Call of Duty: Modern Warfare 2, jeu vidéo d'Activision et d'Infinity Ward dans lequel le joueur est accompagné par Simon « Ghost » Riley, le Capitaine John Price et le Capitaine John « Soap » MacTavish, tous les trois du 22e régiment du SAS. Le joueur incarne le sergent Gary « Roach » Sanderson et, après la mort de ce dernier, MacTavish.
- Call of Duty: Modern Warfare 3, dans la mission à Londres le joueur incarne le sergent Marcus Burns, membre des SAS avec le sergent Wallcroft et le caporal Griffen.
- Battlefield 2 : Forces spéciales, ils incarnent une des factions.
- Hidden and Dangerous et Hidden and Dangerous 2, jeux PC de tir tactique, les joueurs incarnant des SAS durant la Seconde Guerre mondiale.
- Tom Clancy's Rainbow Six: Siege, jeu vidéo édité et développé par Ubisoft, où le SAS est une des forces spéciales jouables.

### Bandes dessinées
- Philippe Zytka (scénario) et Ludovic Gobbo (dessin), Commandos SAS : Qui Ose gagne 1942-1945, Paris, éditions du Triomphe, coll. « Le vent de l'Histoire » 2014  (ISBN 978-2-84378-478-1)
- Vincent Brugeas (scénario) et Thomas Legrain (dessin), The Regiment : L'Histoire vraie du SAS, t. 1, Paris, éditions du Lombard, 2017  (ISBN 978-2-8036-7056-7), t. 2, 2018  (ISBN 978-2-8036-7234-9), t. 3, 2019  (ISBN 978-2-8036-7306-3)

## Le mémorial international

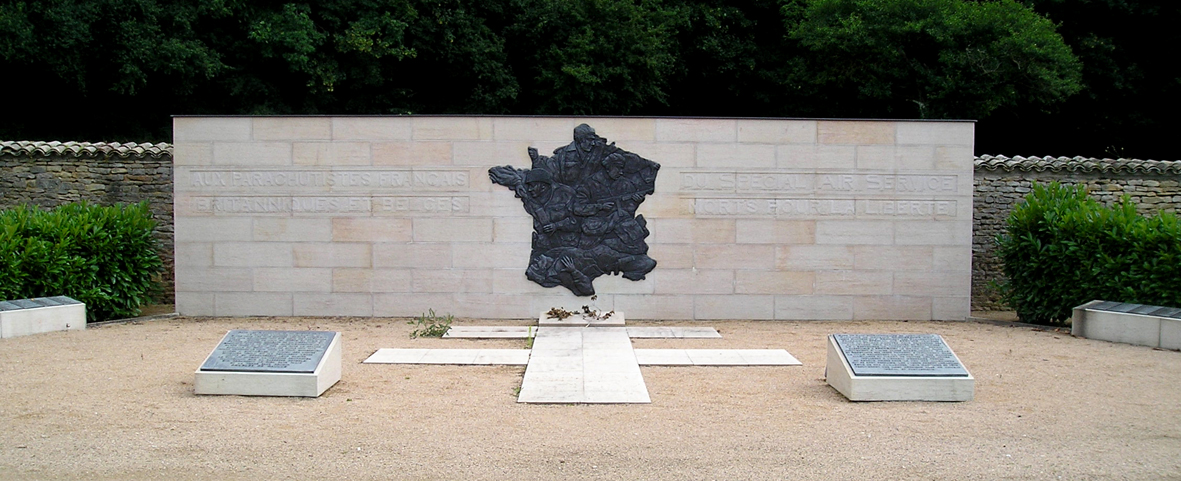
Mémorial des parachutistes du Special Air Service à Sennecey-le-Grand.

Sur décision de David Stirling, le mémorial international des SAS se trouve en France, à Sennecey-le-Grand (Saône-et-Loire), où un groupe de SAS français libres, emmené par Guy de Combaud, a trouvé la mort en combattant une colonne allemande le 4 septembre 1944.